# Молдавская федерация шашек
Молдавская федерация шашек (Федерация шашек Молдавии) — спортивная федерация Республики Молдова.
Входит в Европейскую конфедерацию шашек и Всемирную федерацию шашек. Развивают шашки-64 (русские и бразильские шашки), международные.
Президент Федерации Виталий Раку. Экс-президенты: Парпулова, Ирина Степановна, Анатолий Плугару, Лилиан Запорожан
Сильнейшие игроки: Ион Доска, Елена Сковитина.
Проводятся чемпионаты Молдовы по русским и международным шашкам.